# Enkhuizen
Enkhuizen () est une commune néerlandaise située en province de Hollande-Septentrionale, dans la région de Frise-Occidentale. La ville est bordée des deux lacs majeurs des Pays-Bas : le Markermeer et l'IJsselmeer. La digue de Houtribdijk relie Lelystad, dans le Flevoland, à Enkhuizen, qui compte 18 507 habitants en 2019.

## Histoire

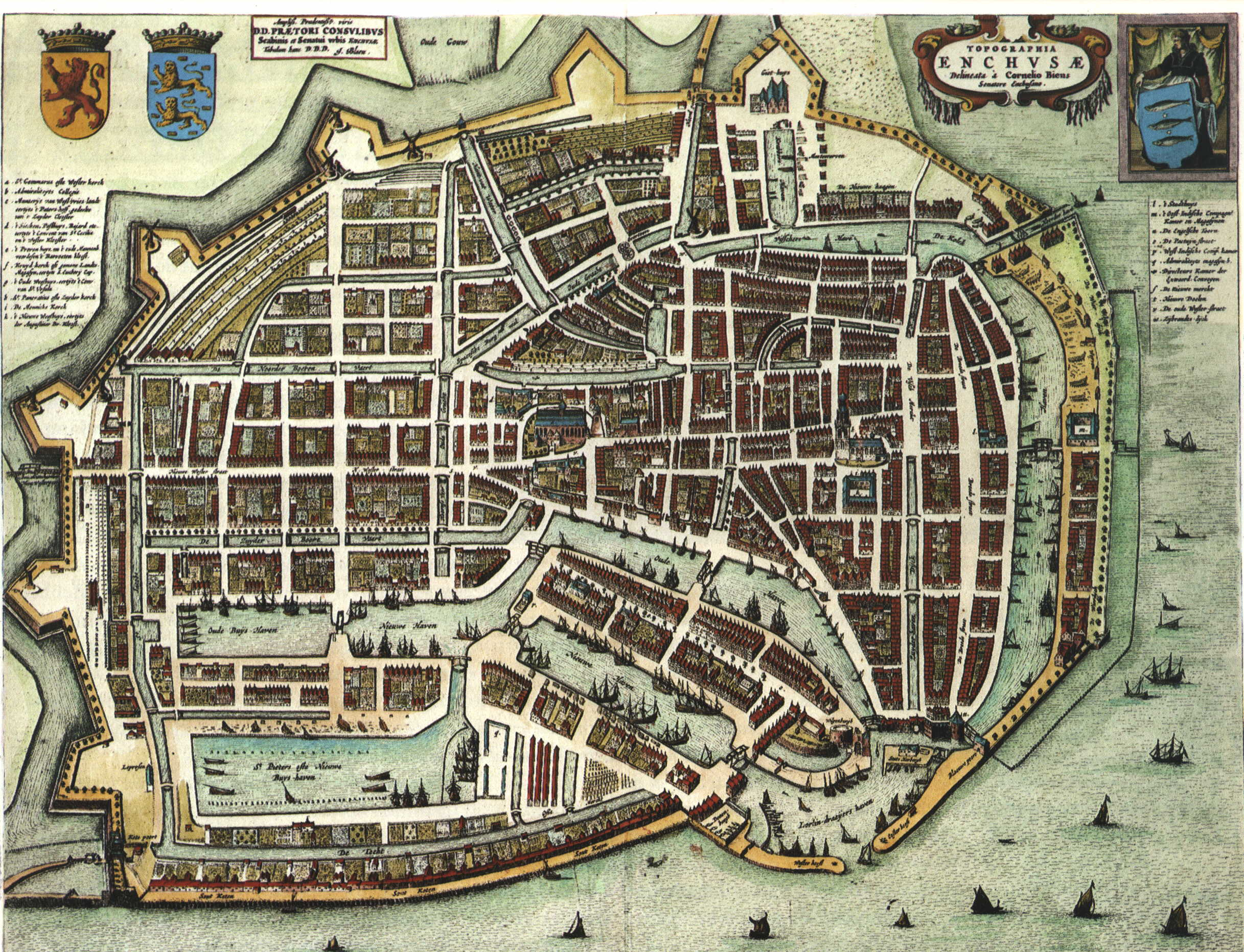
Carte d'Enkhuizen datant de 1652.

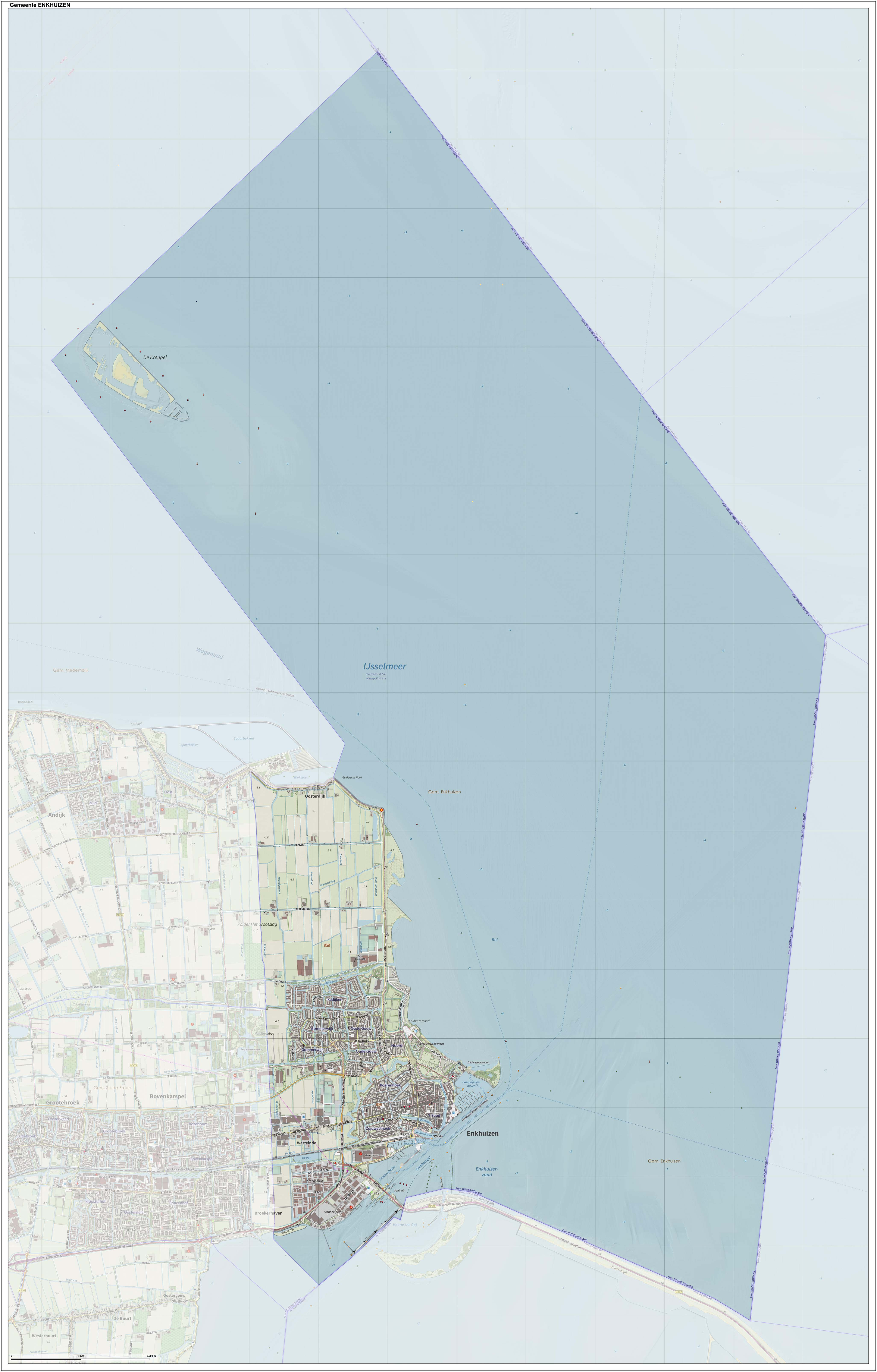
Carte topographique (2015).

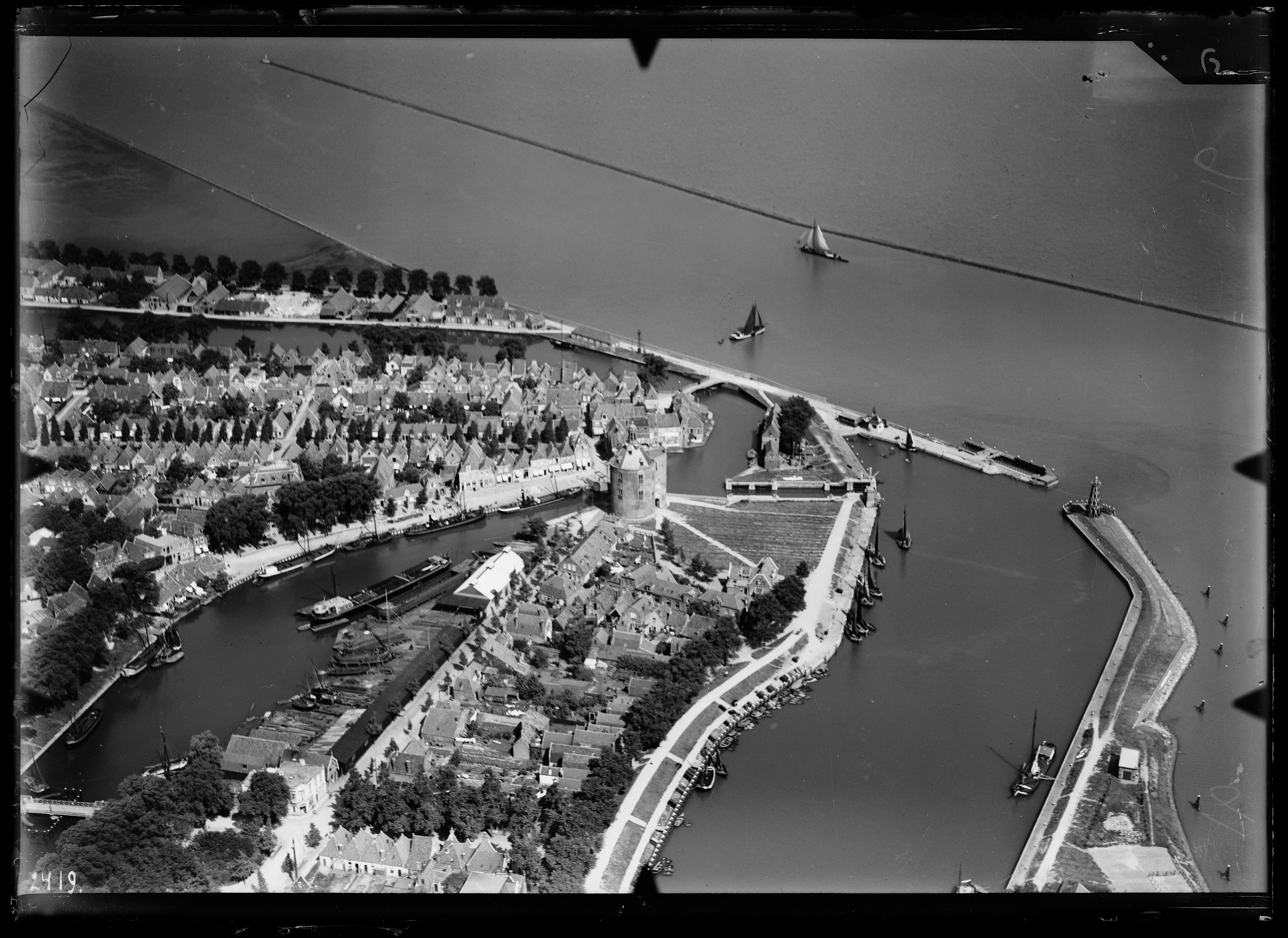
Photo aérienne, archives militaires néerlandaises (entre 1920 et 1940).

L'histoire d'Enkuizen se confond avec celle de la Zuyderzee. La mer est alors poissonneuse, s'imposant en source de prospérité pour les populations paysannes et maritimes locales.
La ville reçut ses privilèges urbains de Guillaume, comte de Hollande et de Zélande, en 1356.
Au XVIIe siècle, la ville, avec son ensemble portuaire sur la Zuyderzee, menant à Amsterdam, connaît une intense et fébrile période de prospérité, liée en particulier au commerce lointain de la Compagnie néerlandaise des Indes orientales.
La digue d'Enkhuizen, se prolongeant vers l'île de Wieringen et au-delà vers Turig en Frise, participe au XXe siècle des grands travaux programmés de la Zuyderzee. Ces chantiers colossaux amènent la fermeture de l'ancienne mer du Sud sur 224 000 hectares, avec une moitié aménagé par assèchement.
Le musée du Zuyderzee raconte l'histoire de la ville ainsi que celle de la titanesque fermeture de cette ancienne mer nourricière.

## Habitants célèbres
- Gerbrand Bakker, médecin, professeur à l'université de Groningue
- Bernardus Blok, homme politique
- Jan Huygen van Linschoten, marchand et explorateur
- Paulus Potter, peintre
- Lucas Janszoon Waghenaer, marin et cartographe
- Gerrit Zalm, banquier et ancien ministre des Finances

## Galerie

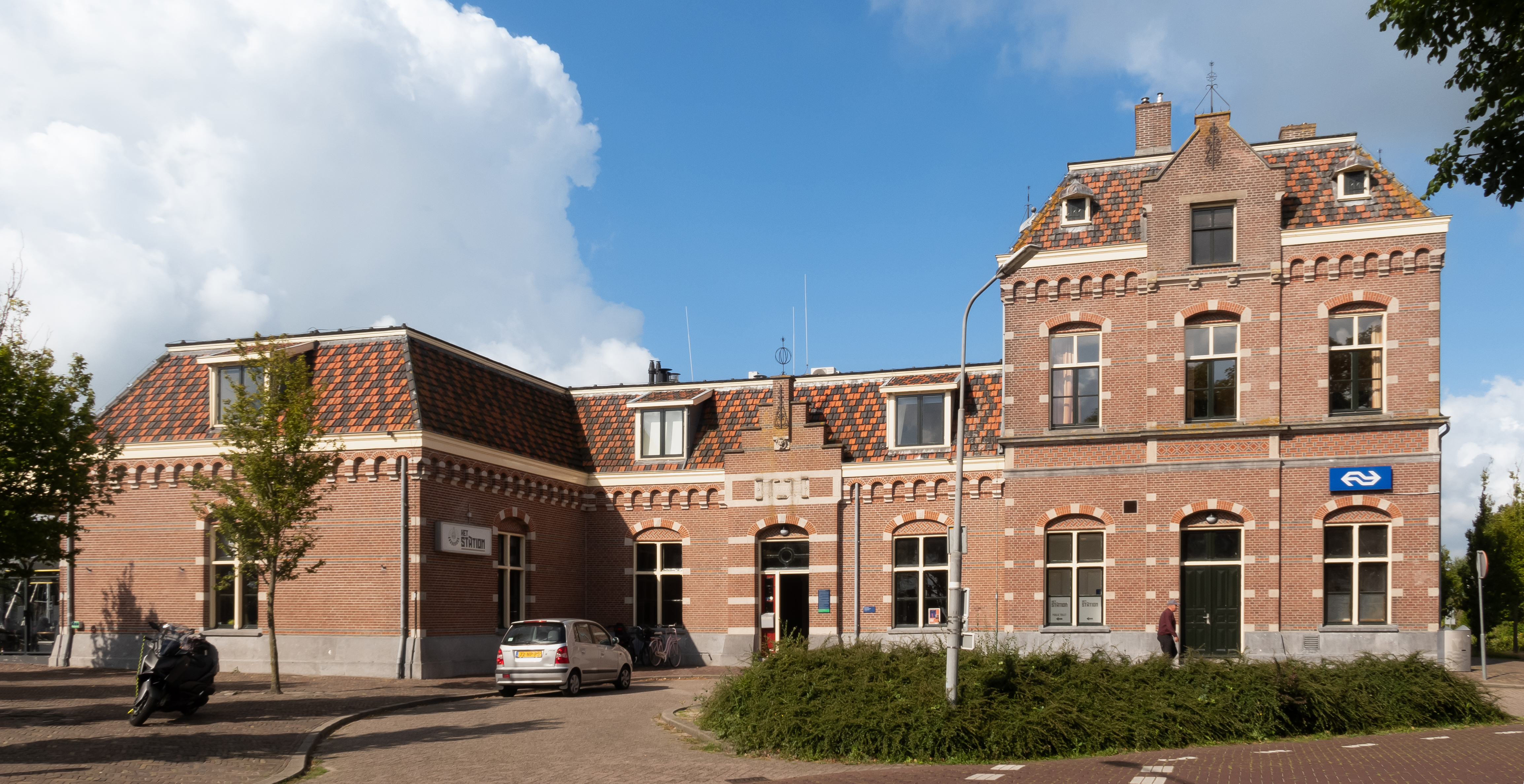
Gare d'Enkhuizen.
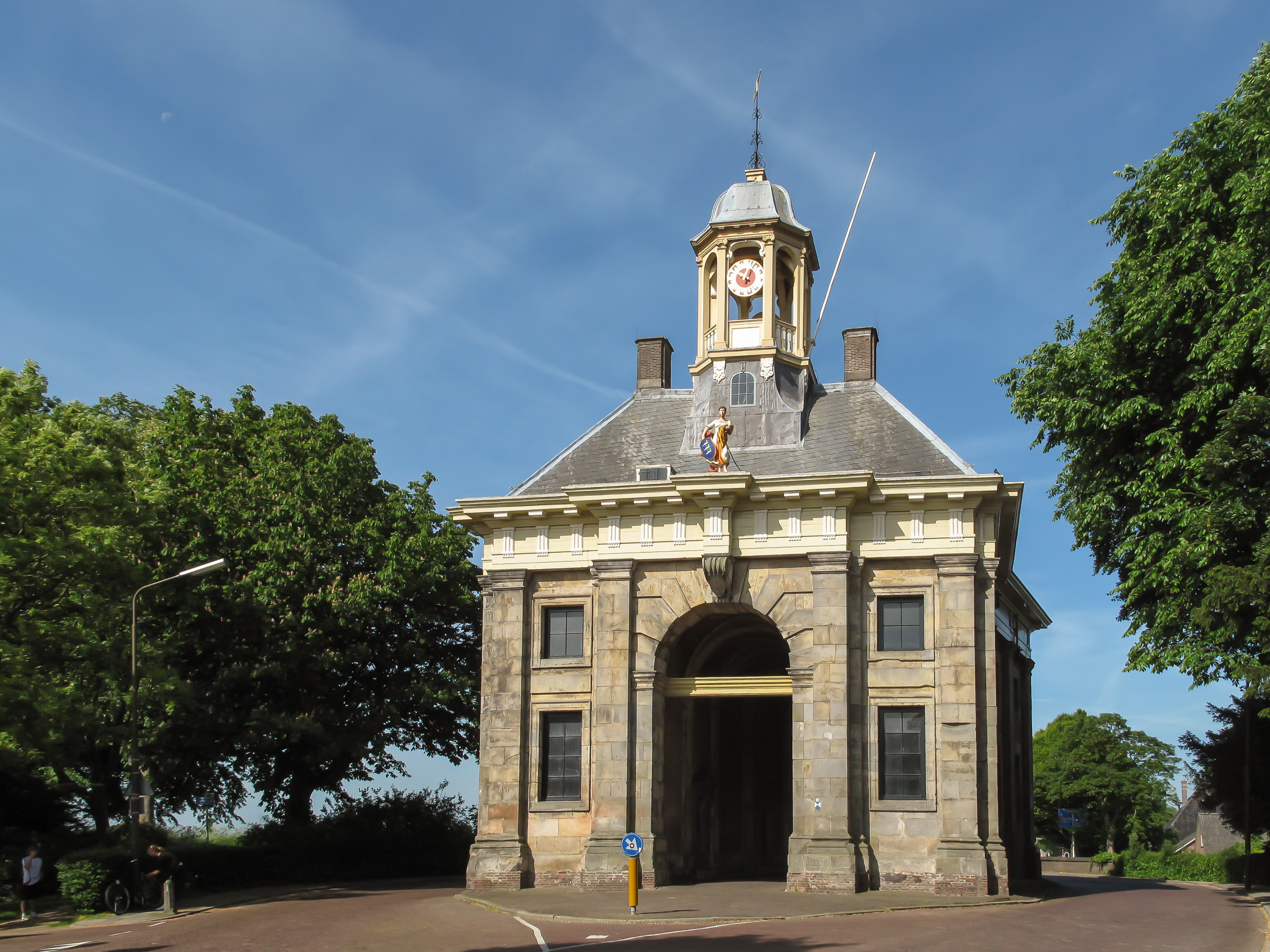
Koepoort.
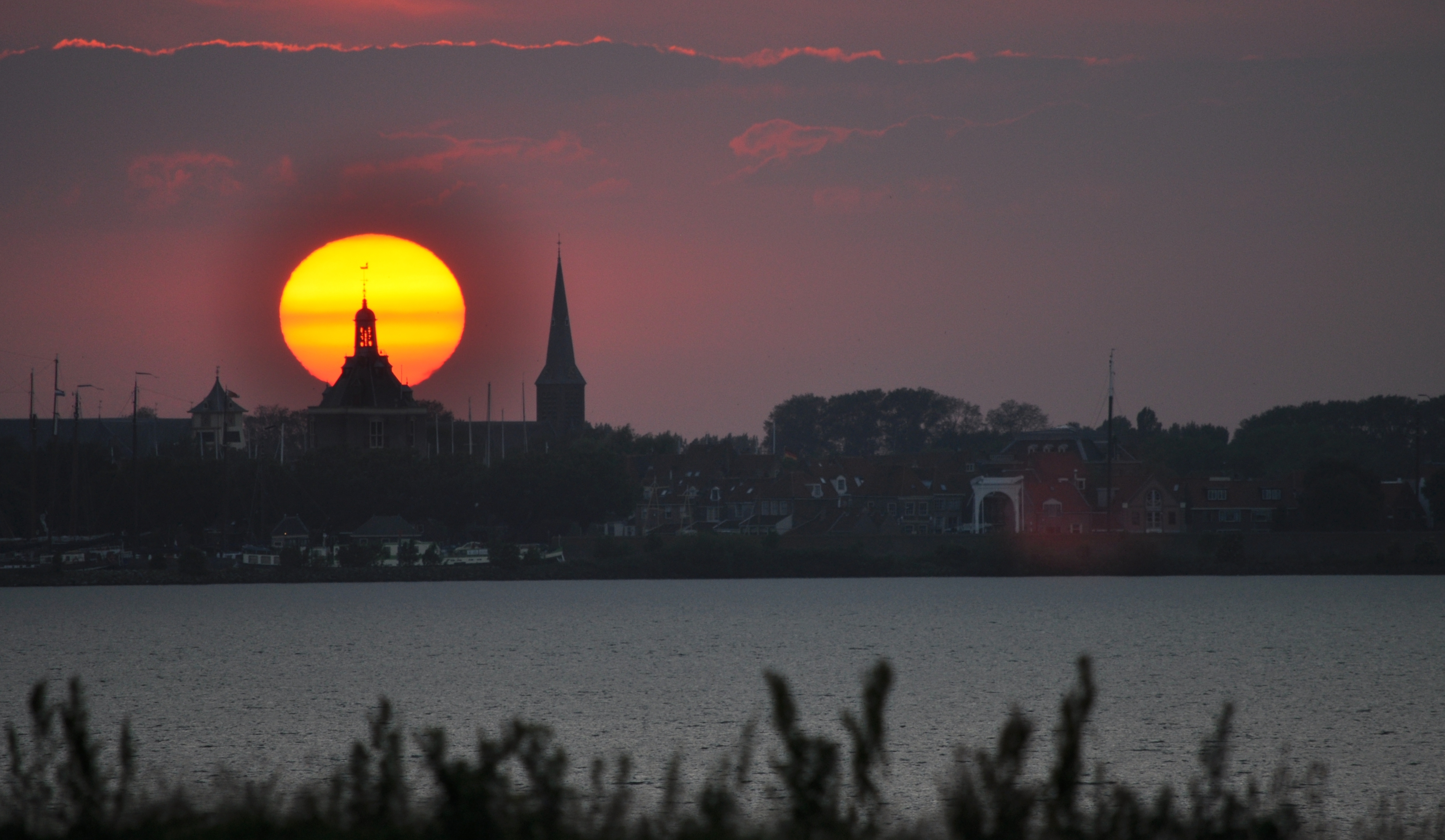
Vue nocturne d'Enkhuizen.
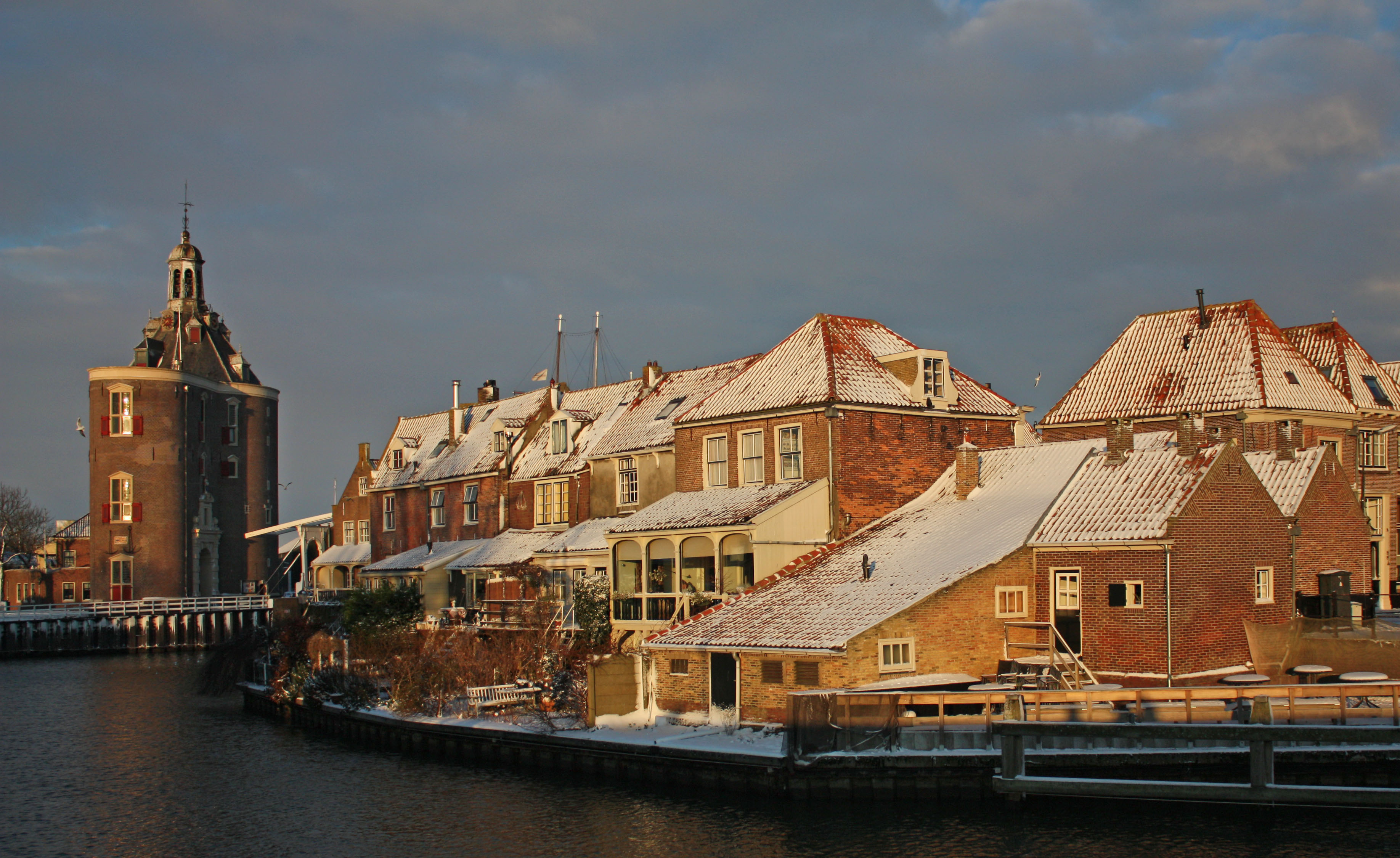
Vue hivernale.